# جالين روز
جالين روز (بالإنجليزية: Jalen Rose)‏ مواليد 30 يناير 1973 في ديترويت، هو لاعب كرة سلة أمريكي سابق بدأ مسيرته الاحترافية في سنة 1994. يبلغ طوله 6 قدم 8 بوصة (2.0 م). لعب في الرابطة الوطنية لكرة السلة واعتزل اللعب في 2007.

## فرق لعب لها
- دنفر ناغتس
- إنديانا بايسرز
- شيكاغو بولز
- تورونتو رابتورز
- نيويورك نيكس
- فينيكس صنز

## روابط خارجية
- جالين روز على موقع IMDb (الإنجليزية)
- جالين روز على موقع قاعدة بيانات الفيلم (الإنجليزية)
- جالين روز على موقع إن بي أي (الإنجليزية)
- جالين روز على موقع سبورتس رفرنس (الإنجليزية)
- جالين روز على موقع كرة السلة الأوروبية.كوم (الإنجليزية)
- جالين روز على موقع كلية كرة السلة في سبورتس رفرنس.كوم (الإنجليزية)
- جالين روز على موقع ريلجم (الإنجليزية)
- جالين روز على موقع بروبوليرز (الإنجليزية)